# Zapruder-Film
Der so genannte Zapruder-Film ist eine von dem Hobby-Filmer Abraham Zapruder (1905–1970) gedrehte Farbfilmaufnahme, auf der das Attentat auf John F. Kennedy vom 22. November 1963 zu sehen ist.

## Hintergrund

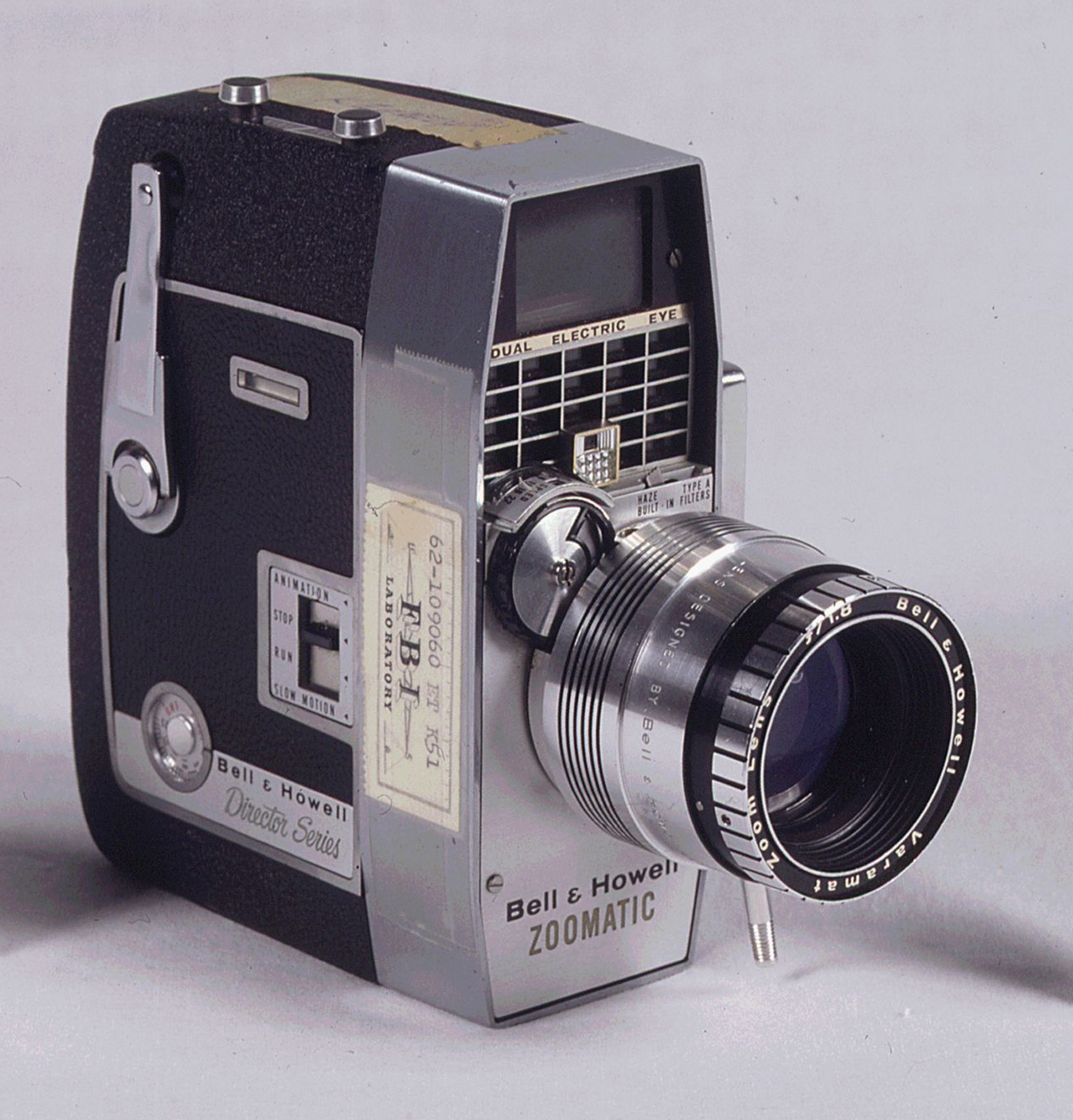
Zapruders Bell & Howell Zoomatic-Kamera befindet sich heute im US-Nationalarchiv

Zapruder hielt die Szene auf einem Kodak-Kodachrome-Farbfilm im Normal-8-Format ohne Tonaufzeichnung fest. Verwendet wurde eine Filmkamera des Typs 414 PD Zoomatic aus der Bell & Howell Director Series mit 18,3 Bildern pro Sekunde. Das Gerät war für die damalige Zeit, in der viele Hobby-Filmer noch schwarzweiß arbeiteten, recht fortschrittlich. Die gesamte Filmsequenz wurde aus einer Erhöhung (Betonpodest) auf der Dealey Plaza gefilmt und umfasst 26,6 Sekunden, wovon 19,3 Sekunden das eigentliche Attentat zeigen. Insgesamt besteht die Sequenz aus 486 Einzelbildern.
Zapruder, ein Textilunternehmer, wurde bei der Aufnahme von seiner Sekretärin Marilyn Sitzman gestützt. Von seinem Standort aus befand sich Kennedys Autokolonne, die sich auf der Elm Street näherte, zum Zeitpunkt des Attentats nahezu genau vor und unter ihm. Der Film ist von allen an der Dealey Plaza gemachten Filmaufnahmen derjenige, auf dem die Ereignisse am deutlichsten zu erkennen sind, zum einen wegen der hochwertigen Kameratechnik, zum anderen wegen des erhöhten Standortes der Kamera in relativer räumlicher Nähe zu Kennedys offenem Wagen.
Der Film wurde als wichtiges Beweismittel von der Warren-Kommission und den späteren, zur Aufklärung des Attentats eingerichteten Untersuchungskommissionen verwendet. Die Warren-Kommission veröffentlichte dabei in ihrem Band XVIII 13 Bilder, die weniger als eine Sekunde des gesamten Films ausmachen. Kopien des Films fanden weite Verbreitung in den Medien und sind bis heute u. a. im Internet frei zugänglich.
Von manchen Verschwörungstheoretikern wurde die These in Umlauf gebracht, der Film sei manipuliert worden. Der Kodak-Spezialist Roland Zavada, der den Film untersuchte, erklärte jedoch, an ihm seien keine Veränderungen vorgenommen worden. Zudem existieren auch mehrere weitere Filmaufnahmen, die Details im unmittelbaren Umfeld des Attentats zeigen, die sich mit denen, die auf dem Zapruder-Film zu sehen sind, decken. Diese Aufnahmen wurden von F. Mark Bell, Charles L. Bronson, Robert J. E. Hughes, John Martin, Charles Mentesana, Patsy Paschall, Elsie Dorman, Tina Towner, Marie Muchmore und Orville Nix sowie einer nicht namentlich identifizierten Frau erstellt. Die Schüsse selbst sind auf den Aufnahmen von Nix, Muchmore und Bronson zu sehen, während Bronson und Hughes außerdem das offene Fenster zeigen, von dem aus Lee Harvey Oswald dem Warren-Bericht zufolge die Schüsse abgefeuert hat.

## Weitere Verwendung des Films
Bereits am Nachmittag des 22. November 1963 wurden drei Kopien des Films für Untersuchungszwecke angefertigt. Das Life-Magazin erwarb das Original und die damit verbundenen Rechte für 150.000 US-Dollar (entspricht heute ungefähr 1.537.000 US-Dollar). Teil des Vertrages war, dass der eigentliche Effekt des Schusses auf Kennedys Kopf nicht zu sehen wäre (Bild 313). Zapruder ließ die erste Rate in Höhe von $ 25.000 der Witwe des kurz nach dem Kennedy-Attentat von Oswald erschossenen Polizisten J. D. Tippit zukommen.
Life-Redakteur Will Lang Jr. veranlasste daraufhin großformatige Abzüge einzelner Bilder sowohl für den entsprechenden Bericht im Life-Magazin als auch für die Warren-Kommission. In der Folge wurden zwar von Life immer wieder einzelne Bilder aus dem Film präsentiert, die Redaktion hat den Originalfilm ansonsten aber weitgehend unter Verschluss gehalten und nicht öffentlich vorgeführt. Wie in dem Film JFK – Tatort Dallas von Oliver Stone zu sehen, sorgte Jim Garrison, Anwalt aus New Orleans, im Prozess gegen Clay Shaw, dem die Teilnahme an einer Verschwörung im Umfeld des Kennedy-Mordes vorgeworfen worden war, dafür, dass der Zapruder-Film 1969 in der Verhandlung gegen Shaw vorgeführt wurde. In diesem Zusammenhang wurden weitere Kopien des Films angefertigt, die bald darauf ihren Weg in die Öffentlichkeit fanden. 
Eine erste Filmvorführung vor Massenpublikum fand 1975 im Rahmen der Geraldo Rivera Late-Night TV-Show Good Night America statt, woraufhin das US-Repräsentantenhaus eine erneute Untersuchungskommission (Church-Komitee) zum Kennedy-Attentat ins Leben rief (die erneut, wie die Warren-Kommission, Oswald zum Todesschützen erklärte). Im Jahre 1975 gab Life den Original-Film für 1 US-Dollar an die Zapruder-Erben zurück (Abraham Zapruder starb 1970), die ihn wiederum der US-Regierung zur Verfügung stellten, um eine mögliche Qualitätsverschlechterung des alternden Films zu vermeiden. Der Film kam daraufhin in das Nationale Filmarchiv der USA in College Park in Maryland. Der Verbleib des Original-Films und einiger Kopien wurde 1988 in der Dokumentation Image of an Assassination: A New Look at the Zapruder Film nachgezeichnet. 1998 wurde der überlassene Originalfilm von der US-Regierung auch förmlich in Besitz genommen, wobei der Familie Zapruder 16 Millionen US-Dollar (entspricht heute ungefähr 30,8 Millionen US-Dollar) als Gegenwert erstattet wurden, die jedoch dabei auch auf alle Rechte an dem Film verzichtete. 1994 wurde der Film außerdem als kulturgeschichtlich bedeutsames Filmdokument in das National Film Registry der USA aufgenommen.